# Diego Simonet
Diego Esteban Simonet (* 26. Dezember 1989 in Buenos Aires, Argentinien) ist ein argentinischer Handballspieler.

## Leben
Diego Simonet ist der Sohn von Luis Simonet und Alicia Formen, beide ehemalige argentinische Handballnationalspieler. Er begann seine Handballkarriere bei Sociedad Alemana de Villa Ballester. Im Jahr 2008 wechselte er zu Sao Caetano HC in Brasilien. Von 2009 bis 2011 war er beim spanischen Erstliga-Handballverein CB Torrevieja unter Vertrag. Simonet lebt in Frankreich und spielte ab 2011 zusammen mit seinem Bruder Sebastián Simonet bei US Ivry HB. Am 1. Juli 2013 wechselte er innerhalb der französischen Liga zu Montpellier Handball. Mit dem Rekordmeister gewann er 2014 sowie 2016 den Ligapokal, 2016 und 2025 den französischen Pokal und erreichte das Finale im EHF Europa Pokal 2013/14 in Berlin, wo er Pick Szeged unterlag. 2018 gelang ihm mit dem Gewinn der Champions League sein größter Erfolg.
Seit 2010 ist Simonet in der argentinischen Handballnationalmannschaft aktiv. Er spielte auch bei den Olympischen Sommerspielen 2012 in London für Argentinien. Im Jahr 2012 und 2014 gewann er mit Argentinien die Panamerikameisterschaft. Bei der Weltmeisterschaft 2013 spielte er zusammen mit seinen Brüdern Sebastián und Pablo. Weiterhin errang er die Goldmedaille bei den 16. Panamerikanischen Spielen in Guadalajara sowie die Silbermedaille bei den 17. Panamerikanischen Spielen in Toronto. Mit Argentinien nahm er gemeinsam mit seinen Brüdern an den Olympischen Spielen in Tokio teil. Bei der Weltmeisterschaft 2023 war er mit 28 Toren in sechs Spielen bester Werfer für seine Mannschaft, die das Turnier nach der Hauptrunde auf dem 19. Platz abschloss. Im selben Jahr gewann er mit Argentinien die Goldmedaille bei den Panamerikanischen Spielen.